# Battaglia di Damietta (1973)
La battaglia di Damietta (in arabo: معركة بلطيم; in ebraico: קרב דמייט) fu uno scontro navale, avvenuti durante la guerra del Kippur il 9 ottobre 1973 nelle acque al largo di Damietta tra sei motocannoniere lanciamissili israeliane classe Sa'ar e quattro unità omologhe egiziane della classe Osa.

## Contesto
Il comando navale israeliano, dopo che il 7 ottobre le forze navali israeliane avevano riportato un brillante successo nei confronti dei siriani nei pressi del porto di Latakia, la sera dell'8 ottobre inviò una task force di sei motovedette lanciamissili Sa'ar e Reshef allo scopo di affrontare le motovedette lanciamissili egiziane al largo del delta del Nilo. Tra le unità israeliane c'era la "Reshev" che aveva partecipato allo scontro di due giorni prima dei pressi di Latakia.
Le navi israeliane erano equipaggiate di missili antinave Gabriel, di nuova concezione, di progetto e produzione interamente israeliano, e il cui raggio d'azione, 20 km, era appena la metà del raggio d'azione dello SS-N-2 Styx, l'omologo missile di produzione sovietica con cui erano equipaggiate le unità egiziane. La sfida, oltre che tecnica, era anche psicologica, poiché una motovedetta egiziana della classe Komar con uno Styx aveva affondato il cacciatorpediniere israeliano, Eilat, nell'anno della guerra dei sei giorni, il 1967, anche se al di fuori delle ostilità.
Il successo avrebbe significato il dominio israeliano delle acque che erano teatro del conflitto, e quindi la libertà, per Israele, di non subire attacchi via mare.
La reazione egiziana fu immediata con l'invio di quattro motovedette Osa.

## Ordine di battaglia
| Israele | Egitto            |
| --- | ----------------- |
| Motovedette 1 Sa'ar I: Misgav 1 Sa'ar II: Eilat 2 Sa'ar III: Herev (danneggiata), Soufa 2 Sa'ar IV: Keshet (Lievi avarie), Reshev | Motovedette 4 Osa |

## Lo scontro
Lo scontro ebbe inizio il 9 ottobre e dopo qualche minuto le unità egiziane spararono una prima salva di missili Styx contro le unità israeliane. La Herev risultò danneggiata e fu costretta ad abbandonare lo scenario, a cui seguì a distanza di pochi secondi una seconda salva che causò delle lievi avarie alla "Keshet", che non poté partecipare al successivo inseguimento; le unità egiziane, avendo esaurito la scorta di missili tentarono un rapido rientro alla loro base di Abu Quir (arabo أبو قير) inseguite dalle unità israeliane che non erano state danneggiate che a loro volta lanciarono una salva di missili Gabriel colpendo tre motovedette egiziane, una delle quali affonda subito. Anche la sorte delle altre due motovedette colpite è segnata: la prima viene affondata dal fuoco dei cannoni delle motovedette israeliane, la seconda viene affondata nel corso della mattinata dagli aerei israeliani. La motovedetta egiziana rimasta indenne fece rientro alla base.

## Conseguenze
La marina israeliana replicando l'impresa di Latakia del 7 ottobre con questa nuova vittoria si assicurava la superiorità navale. Nel giro di pochi giorni la Marina Israeliana fu in grado di dimostrare non solo il proprio ruolo, generalmente sminuito rispetto alla preponderanza delle forze armate forze di difesa israeliane (Esercito e Aeronatica), ma anche la propria presenza dominante nel Mar Mediterraneo sud-orientale. L'aiuto di nuove tecnologie sviluppate interamente in Israele aveva dato modo di provare anche la bontà dell'apparato industriale israeliano, che usciva, per molti versi, dall'aiuto progettuale e produttivo degli Stati Uniti.
La più grande portata bellica delle due battaglie fu sicuramente il battesimo del fuoco per armi che avrebbero rivoluzionato, nei trent'anni successivi, il modo di concepire la battaglia navale. Se nei cinque secoli precedenti le navi risolvevano le loro dispute a colpi di cannone, e nella seconda guerra mondiale il siluro aveva – seppur di poco – allungato le distanze di tiro, dagli anni settanta le navi hanno la possibilità di confrontarsi a decine di miglia di distanza, e lo scontro navale in tutto il mondo è diventato un wargame in bilico tra rilevazioni radar, contromisure elettroniche ed efficacia balistica.